# Octave Justice
Pour les articles homonymes, voir Justice (homonymie).
François-Joseph-Octave Justice, né le 15 février 1846 à Cahors et mort le 21 février 1927 à Jouarre en Seine-et-Marne, est un homme de lettres français.

## Biographie
Octave Justice est le fils de Geneviève-Octavie Desaché et de Julien-François Justice, inspecteur des écoles primaires du Lot.
Après ses études et quelques années de professorat, Octave Justice se consacre à sa carrière littéraire de publiciste et de conférencier.
Il collabore à de nombreuses revues, quelquefois sous les noms de plume « Augy », « O'Neal » ou « de Chadenac ».
En 1867, son recueil de poésies intitulé Les Muses du Macadam est salué par Charles Yriarte.
Plusieurs de ses publications et conférences font la promotion d'un grand « Canal des Deux Mers » entre l'Atlantique et la Méditerranée, et notamment du projet de Louis Verstraet consistant en un large canal maritime de 453 kilomètres allant d'Arcachon à l'étang de Bages-Sigean.
En 1889 et jusqu'en novembre 1891, il collabore à la Diane d'Antonin Louis.
Membre de la Société des gens de lettres, il reçoit en 1919 le prix Xavier-Marmier de l'Académie française (850 francs), attribué chaque année à un écrivain, homme ou femme, « dans une situation difficile ».

### Activités politiques
Octave Justice s'engage en politique dans le camp républicain et fait campagne pour les « 363 » lors de la crise du 16 mai 1877. Partisan de la révision de la Constitution et membre de la Ligue des patriotes (LDP) depuis 1883, il se présente dans l'Aude lors des élections législatives complémentaires du 8 avril 1888 mais retire finalement sa candidature au profit de celle du général Boulanger.
Justice est le candidat des boulangistes dans la première circonscription du 9e arrondissement de Paris à l'occasion des élections législatives de 1889. Il a pour principaux concurrents le monarchiste Georges Berry, l'opportuniste Émile Ferry et le radical gouvernemental Charles Laurent. Au premier tour de scrutin, Justice obtient 1 747 voix et arrive en troisième position derrière Berry (2 196 voix) et Ferry (1 979 voix). Les tractations entre boulangistes et monarchistes entraînent le désistement de Justice en faveur de Berry. L'homme de lettres se rabat alors, pour le second tour, sur la deuxième circonscription de l'Allier, où il n'obtient que 1 497 voix, loin derrière un autre révisionniste, Theurault (5 339 voix), et derrière le républicain Dumas, maire de Montluçon, élu avec 7 935 voix.
Le 18 octobre, Justice est élu président du comité boulangiste central du 17e arrondissement. Le 27 avril 1890, il est candidat au siège de conseiller général du canton de Villejuif, où se présente également un boulangiste dissident, Paul Lanoir. Avec 3 302 voix, Justice est battu au premier tour par le conseiller sortant, Pierre-Louis Lévêque, réélu avec 6 670 suffrages.
Persona non grata à la LDP, qui le suspecte d'activités fractionnistes depuis mars 1891, Justice est cependant encore proche des milieux nationalistes à l'époque de l'affaire Dreyfus, comme en témoigne sa participation à un banquet antidreyfusard présidé par Lucien Millevoye à Nice en décembre 1900. Pendant la Première Guerre mondiale, il donne des conférences pour la Ligue française, une association patriotique présidée par Émile Bertin et fondée en 1914 par Ernest Lavisse et le général Pau dans l'esprit de l'Union sacrée. Justice est membre du conseil national de la ligue.
En 1921, Octave Justice vit au no 2 de la rue de la Grange, à Yerres. Entre 1912 et 1925, il collabore au Petit Troyen.
Conférencier pour la Société de géographie puis pour la Ligue des droits de l'homme, Justice est victime d'un grave accident au Blanc. Immobilisé, il termine ses jours en maison de retraite en février 1927.

## Œuvres
- Les Muses du macadam, Toulouse, 1867.
- Les Étrennes de Louise, Paris, Librairie internationale, 1869.
- Il était une fois... !, Paris, Lacroix, Verboekhoven et Cie, 1869.
- Les Petits drames (nouvelles et romans), Paris, Librairie de la Société des gens de lettres, 1873.
- Les Hautes-Pyrénées, guide à Tarbes, Cauterets, Luz, St-Sauveur, Barèges, Bagnères-de-Bigorre, Capvern, Cadéac, etc., Tarbes, 1875.
- Notre Canal : de la Méditerranée à l'Océan, Melun, A. Beauvais, 1886.
- Victor Hugo. 1885-1886, Paris, Vanier, 1886.
- A travers prés et souvenirs, poésies, Paris, Lemerre, 1888.
- Préface pour : Edmond Benjamin et Paul Desachy, Le Boulevard : croquis parisiens, Paris, Marpon et Flammarion, 1893.
- Le Canal des Deux mers devant l'opinion, Paris, Chamuel, 1901.
- Essai sur l'art français dans les monuments civils, Paris, Oudin, 1908.